# Préfecture autonome tibétaine de Garzê
Cette page contient des caractères spéciaux ou non latins. S’ils s’affichent mal (▯, ?, etc.), consultez la page d’aide Unicode.
La préfecture autonome tibétaine de Garzê (chinois : 甘孜藏族自治州 ; pinyin : gānzī zàngzú zìzhìzhōu ; tibétain : དཀར་མཛེས་བོད་རིགས་རང་སྐྱོང་ཁུལ་, Wylie : dkar-mdzes bod-rigs rang-skyong khul, pinyin tibétain : Garzê Poirig Ranggyong Kü) est une division administrative du nord-ouest de la province du Sichuan en république populaire de Chine. Son chef-lieu est le xian de Kangding.

## Histoire

### Royaume et monastère de Derge
Le xian de Dêgê abrita le royaume de Dergé, un des plus importants de tous les royaumes du Kham au Tibet oriental, utilisant un système de Tusi (chef tribal local, répondant au gouvernement central chinois) à partir de la dynastie Yuan (1234 - 1279).
C'est au XVe siècle, sous le règne du 31e roi Lodro Tobden, que Dergé devint capitale. Il invita dans le pays Thang Tong Gyalpo qui y fit construire des ponts et des chörtens, et fonda le monastère de Gongchen où s'installèrent les Sakyapa.
C'est au XVe siècle que le roi Lodro Tobten fit bâtir le monastère de Lhundrupteng (ou monastère de Derge Gonchen). Selon les légendes, Thangtong Gyelpo aurait consacré le site de construction en 1448, après une période de méditation dans une grotte située dans la falaise sur la rive opposée de la rivière ; cette grotte est encore aujourd'hui un lieu de pèlerinage.[réf. nécessaire]

### Monastère de Litang

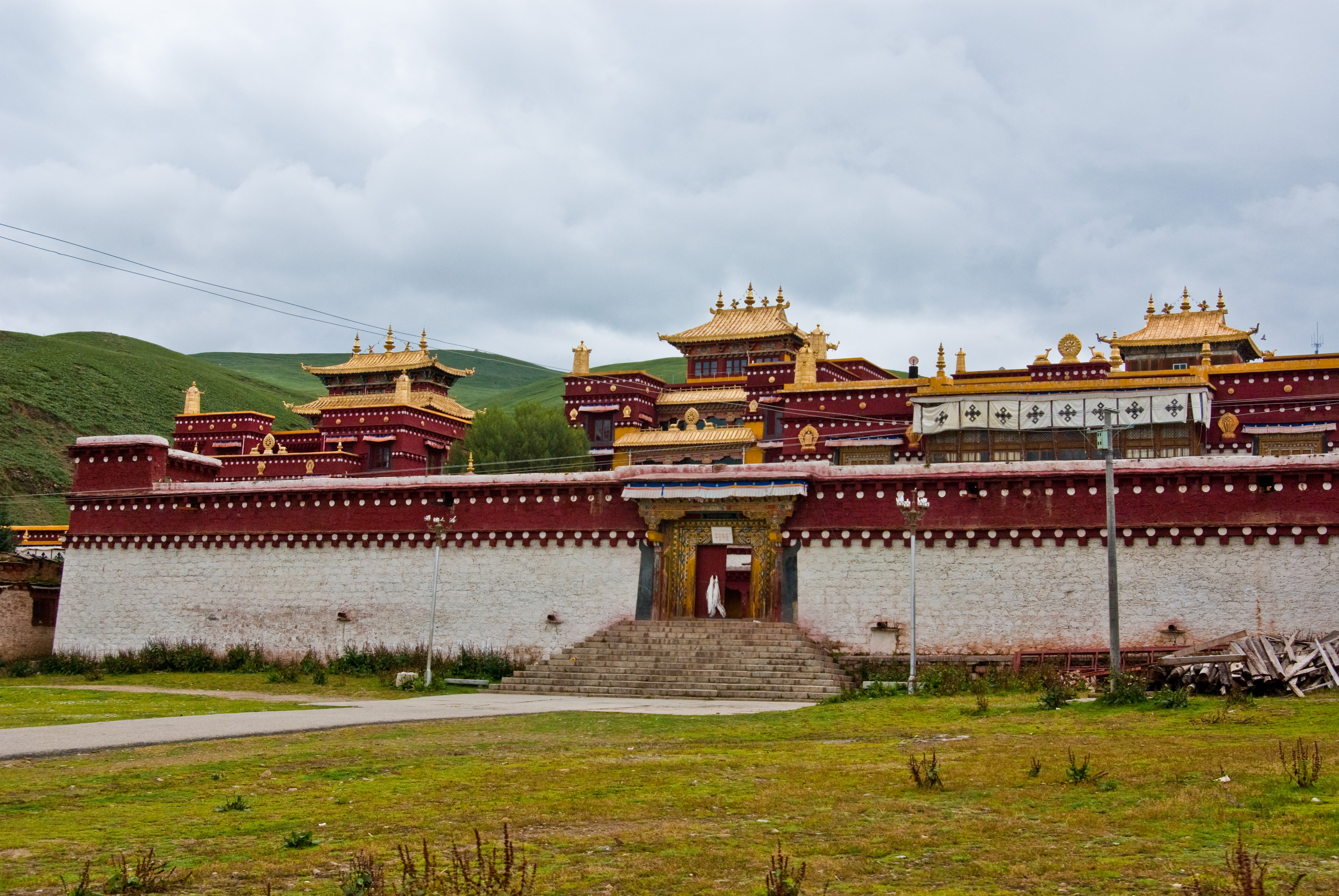
Vue du monastère de Litang en 2009.

Le monastère de Litang fut construit en 1560 par Sonam Gyatso, IIIe dalaï-lama, vers la même époque que le monastère de Kumbum.

### Qoshots
En 1642, l'armée mongole des Qoshots, dirigée par Güshi Khan et stationnée au Qinghai, envahit le Tibet et tue le roi du Tibet, c'est la fin de la période Phagmodrupa (1351 – 1642). Güshi Khan fait de Lobsang Gyatso, le 5e dalaï-lama des gelugpa, le maître religieux du Tibet à la place des Kagyüpa et des bön favorisés par le roi tibétain. En échange, le dalaï-lama le reconnaît comme nouveau roi du Tibet, c'est le début de la période du Ganden Phodrang (1642 – 1959). Les royaumes du Kham sont convertis à la tradition gelugpa et la région de Gartzé est placée sous l'autorité du dalaï-lama et divisée en 5 principautés horpa. Deux dzongs furent construits à cette époque à Gartzé, à proximité de la Dza-chu (Yarlung). De nombreux monastères gelugpa y sont construits au début de cette période, comme le monastère de Dargyé (1642), ou le monastère de Nyitso (1650).

### Dynastie Qing
En 1717, les Dzoungars prennent la région de Lhassa aux Qoshots pour obtenir le contrôle du Tibet. En 1720, l'Empereur de Chine, Qing Kangxi, intervient et fait placer sur le trône à Lhassa Kelzang Gyatso, le 7e dalaï-lama, qui devient alors le chef temporel du Tibet. Des ambans et des garnisons de l'Empire gardent le territoire,,.
Les Mandchous envoient une armée et, en 1727, le royaume de Dergé tombe sous contrôle chinois en même temps que le reste du Tibet oriental. Avec d'autres districts comme Nyarong, Batang, Litang et les cinq états Horpa, il est inclus dans la région appelée Kham. En 1733, l'empereur Yongzheng confère au roi de Dergé le titre de chef du « bureau de pacification » xuanweisi (宣威司, xuānwēisī), qui le laisse indépendant de fait mais l'oblige à payer un tribut. Ce royaume conserva son indépendance jusqu'en 1865[réf. nécessaire].

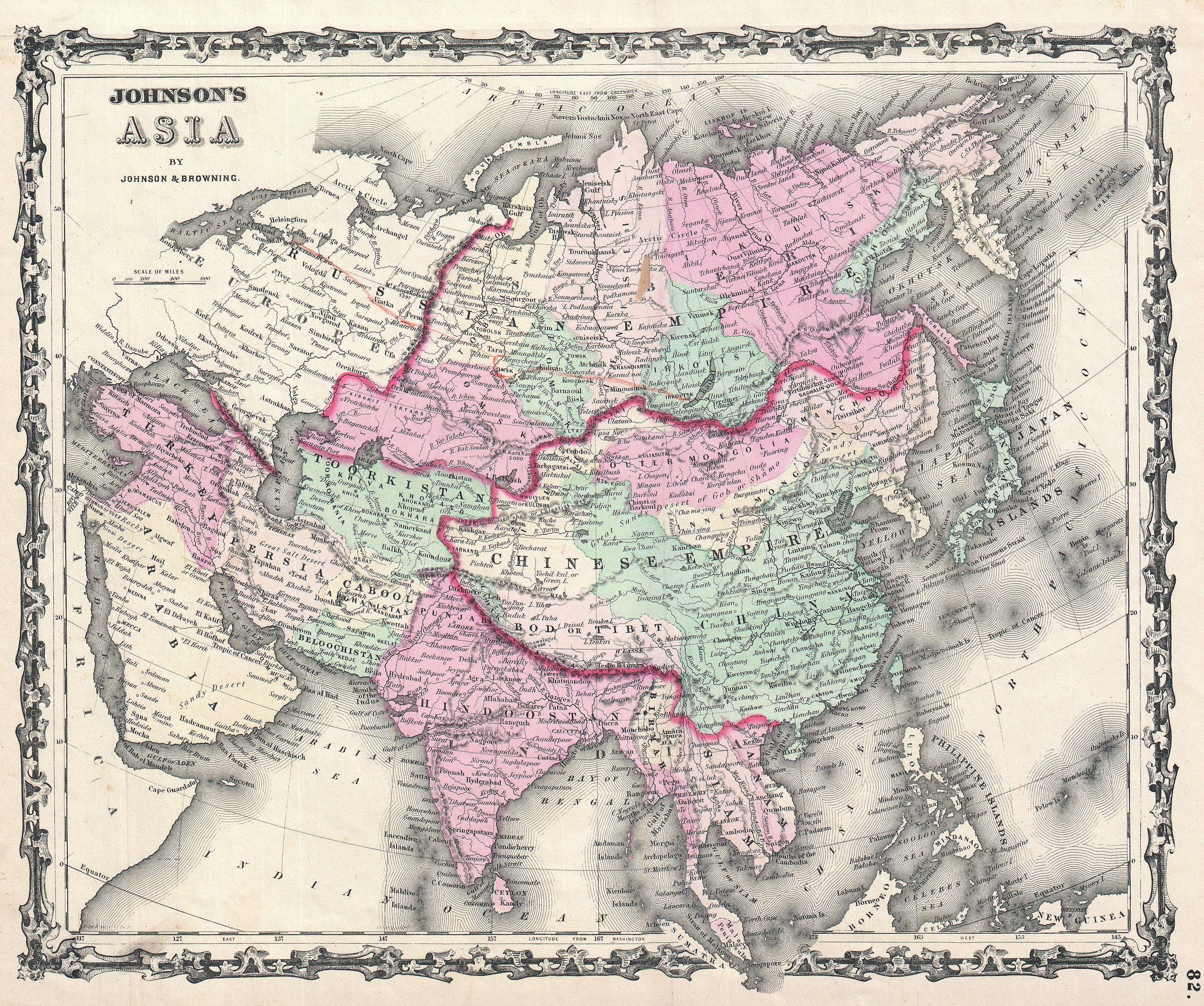
Carte de l'Empire chinois en 1861 par l'Américain Alvin Jewett Johnson

Successivement intégré à la Chine impériale de la dynastie Qing, dans la province du Sichuan, qui prend alors sa forme actuelle, en y incluant également l'actuelle municipalité de Chongqing à la fin du XVIIIe siècle, en réponse à l'invasion du Tibet par les Gurkhas (ou guerre sino-népalaise, 1788 – 1789). Le gouvernement provincial prend alors le contrôle direct des aires habitées par des minorités, à l'ouest de Kangding, tandis qu'auparavant cette tâche incombait aux ambans de Lhassa.

### République de Chine
À la chute de la dynastie Qing lors de la révolution chinoise de 1911, la région passe sous le gouvernement de la république de Chine (1912-1949).
En 1914 (ou 1916), la région est intégrée jusqu'à 1925 (ou 1928) au district spécial de Chuanbian qui deviendra la province du Xikang en 1939, pendant l'invasion japonaise et le restera jusqu'à 1955.
L'armée tibétaine contrôle, à partir de 1919, Shiqu, Dengke et d'autres xian du Sichuan.
Cette région est attaquée en 1930 par les armées tibétaines de Thubten Gyatso, le XIIIe dalaï-lama, en 1930. À la suite d'un différend avec des moines de la région, les armées des seigneurs de la guerre Zhao Erfeng et Ma Bufeng reconquièrent la région et ses dzongs sont détruits et transformés en caserne par les troupes de Zhao Erfeng. Elle est ensuite sujette à des luttes intestines entre clans.
Alors que la situation était calme dans le xikang, un responsable du gouvernement du Sikkim (raj britannique) est envoyé à Lhassa pour rencontrer le gouvernement central du Kashag au Tibet, à propos d'un invasion militaire da la région de Yushu au Qinghai. Les hauts échelons du gouvernement tibétain désiraient alors prendre le Xikang avec l'idée d'un plus grand Tibet. Ils attaquent alors le sud du Qinghai en 1932. L'armée du Qinghai, dirigée par Ma Bufang reprend la région, puis Shiqu, Dengke et les autres xian. L'armée prend ensuite Garze et Xinlong, obligeant les troupes tibétaines à abandonner,,.

### Xikang

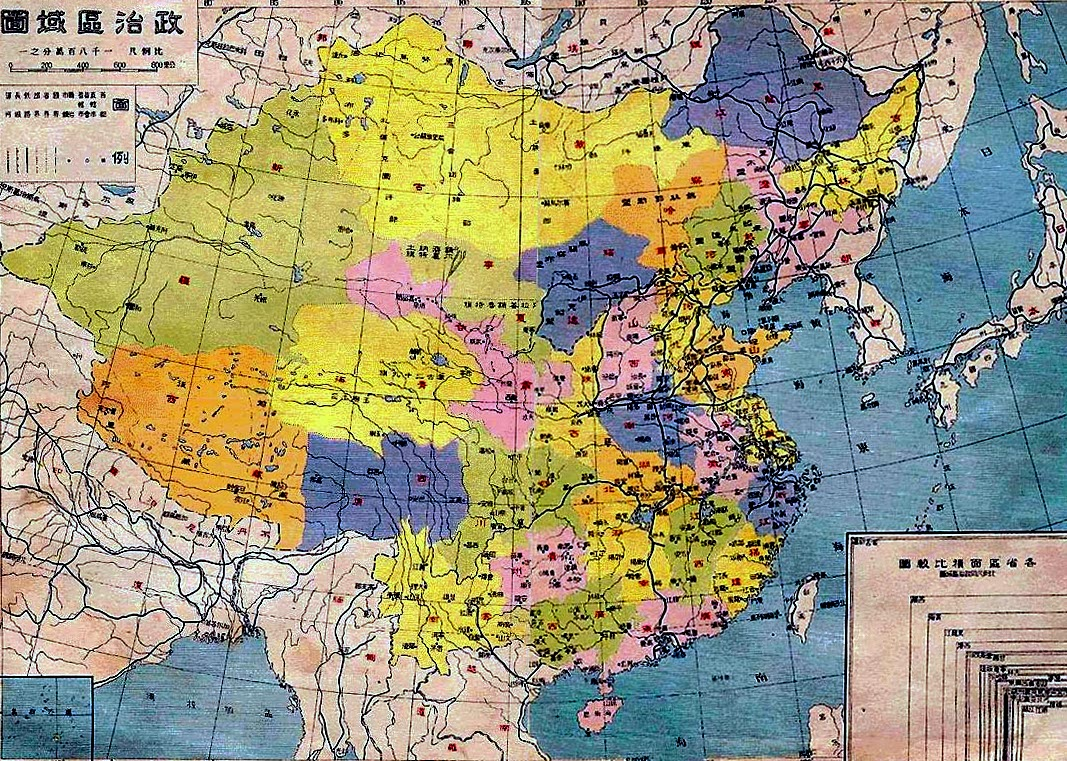
Xikang en bleu sur une carte de 1936

Kangding, le chef-lieu de la préfecture autonome tibétaine de Garzê, a été la capitale de la province du Xikang de 1939 à 1945.
D'abord « district administratif spécial », le Xikang devint officiellement une province en 1939.
En 1950, après la défaite du Kuomintang face au Parti communiste chinois dans la guerre civile chinoise, la province est amputée du territoire de Qamdo, officialisant ainsi la situation antérieure où les Tibétains contrôlaient toute la région à l'ouest du fleuve Yangzi, et sa capitale transférée à Ya'an. La province ainsi réduite disparaît en 1955 et retourne dans la province du Sichuan ; quant au territoire de Qamdo, il est rattaché en tant que préfecture de Qamdo à la région autonome du Tibet lors de sa création en 1965.

### République populaire de Chine
Lors de la prise de pouvoir des communistes en Chine, le 1er octobre 1949, il passe de la république de Chine à la république populaire de Chine.
Utilisé par l'armée tibétaine du Chushi Gangdruk, mouvement indépendantiste entraîné et financé par la Central Intelligence Agency (CIA) entre 1957 and 1969 dans le cadre du programme du gouvernement américain de Harry S. Truman (1943 — 1953) dans l'opération ST Circus, orchestrée depuis district de Mustang au Népal, le monastère de Litang est assiégé pendant deux mois par l'armée chinoise avant d'être bombardé et totalement détruit le 1er juin 1956. Selon Gilles van Grasdorff, des centaines de moines et de nonnes sont achevés après les pires supplices, certains sont enterrés vivants dans des fosses communes. Une délégation tibétaine envoyée par Tenzin Gyatso, le 14e dalaï-lama, en 1980 à la demande du gouvernement chinois, ne trouva à son emplacement que ruines et cendres.

### Manifestations de 2014
En août 2014, selon des organisations de défense des droits de l'homme et Radio Free Asia, cinq Tibétains furent tués par la police chinoise lors de manifestations suscitées par l'arrestation du chef de village, Dema Wangdak. Selon l'ONG Free Tibet Campaign, des blessés furent laissés sans soins médicaux.

## Transports
- Le principal aéroport de la préfecture est l'aéroport Daocheng Yading (code IATA : DCY • code OACI : ZUDC), l'aéroport le plus haut du monde, avec 4 411 mètres d'altitude, situé sur le xian de Daocheng.
- La préfecture est notamment traversée par la route nationale 318, reliant Shanghaï à Katmandu au Népal via la route Lhassa – Katmandou, surnommée « route de l'amitié ».

## Géographie

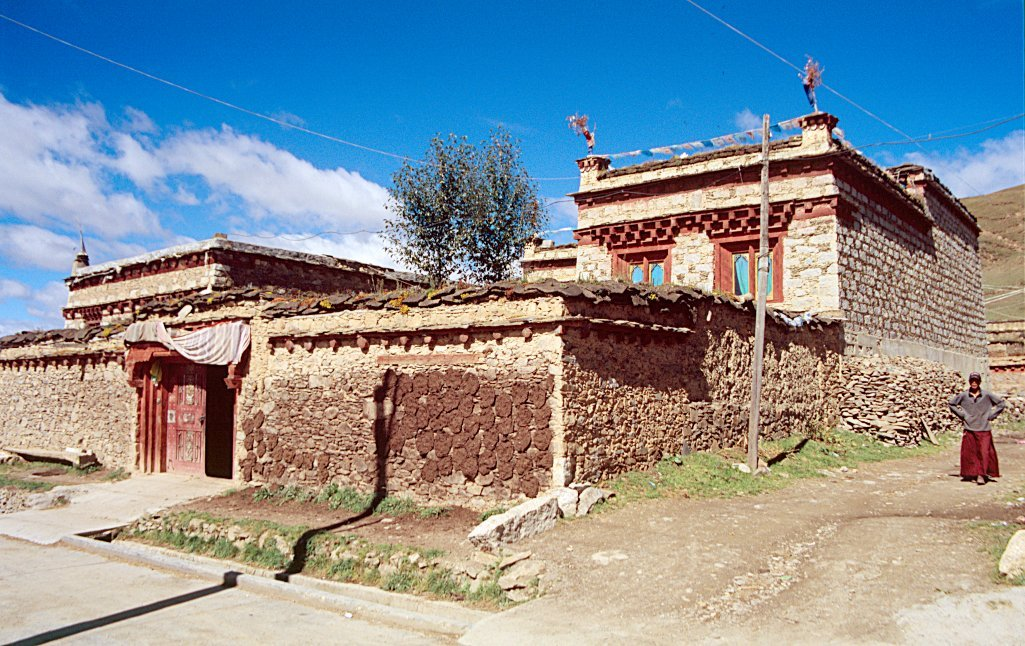
Maison tibétaine à Litang.

La préfecture autonome tibétaine de Garzê se situe sur le bord sud-est du plateau du Tibet.
La réserve naturelle de Yading où se trouvent les trois montagnes sacrées tibétaines de Shenrezig, Jambeyang et Chanadorje est située dans l'actuelle préfecture autonome tibétaine de Garzê. La région a été explorée par Joseph Rock en 1928.

### Subdivisions administratives
La préfecture autonome tibétaine de Garzê exerce sa juridiction sur dix-huit xian :
- le xian de Kangding — 康定县, kāngdìng xiàn ;
- le xian de Luding — 泸定县, lúdìng xiàn ;
- le xian de Danba — 丹巴县, dānbā xiàn ;
- le xian de Jiulong — 九龙县, jiǔlóng xiàn ;
- le xian de Yajiang — 雅江县, yǎjiāng xiàn ;
- le xian de Dawu — 道孚县, dàofú xiàn ;
- le xian de Luhuo — 炉霍县, lúhuò xiàn ;
- le xian de Garzê — 甘孜县, gānzī xiàn ;
- le xian de Xinlong — 新龙县, xīnlóng xiàn ;
- le xian de Dêgê — 德格县, dégé xiàn ;
- le xian de Baiyü — 白玉县, báiyù xiàn ;
- le xian de Sêrxü — 石渠县, shíqú xiàn ;
- le xian de Sêrtar — 色达县, sèdá xiàn ;
- le xian de Litang — 理塘县, lǐtáng xiàn ;
- le xian de Batang — 巴塘县, bātáng xiàn ;
- le xian de Xiangcheng — 乡城县, xiāngchéng xiàn ;
- le xian de Daocheng — 稻城县, dàochéng Xiàn ;
- le xian de Dêrong — 得荣县, déróng xiàn.

### Démographie

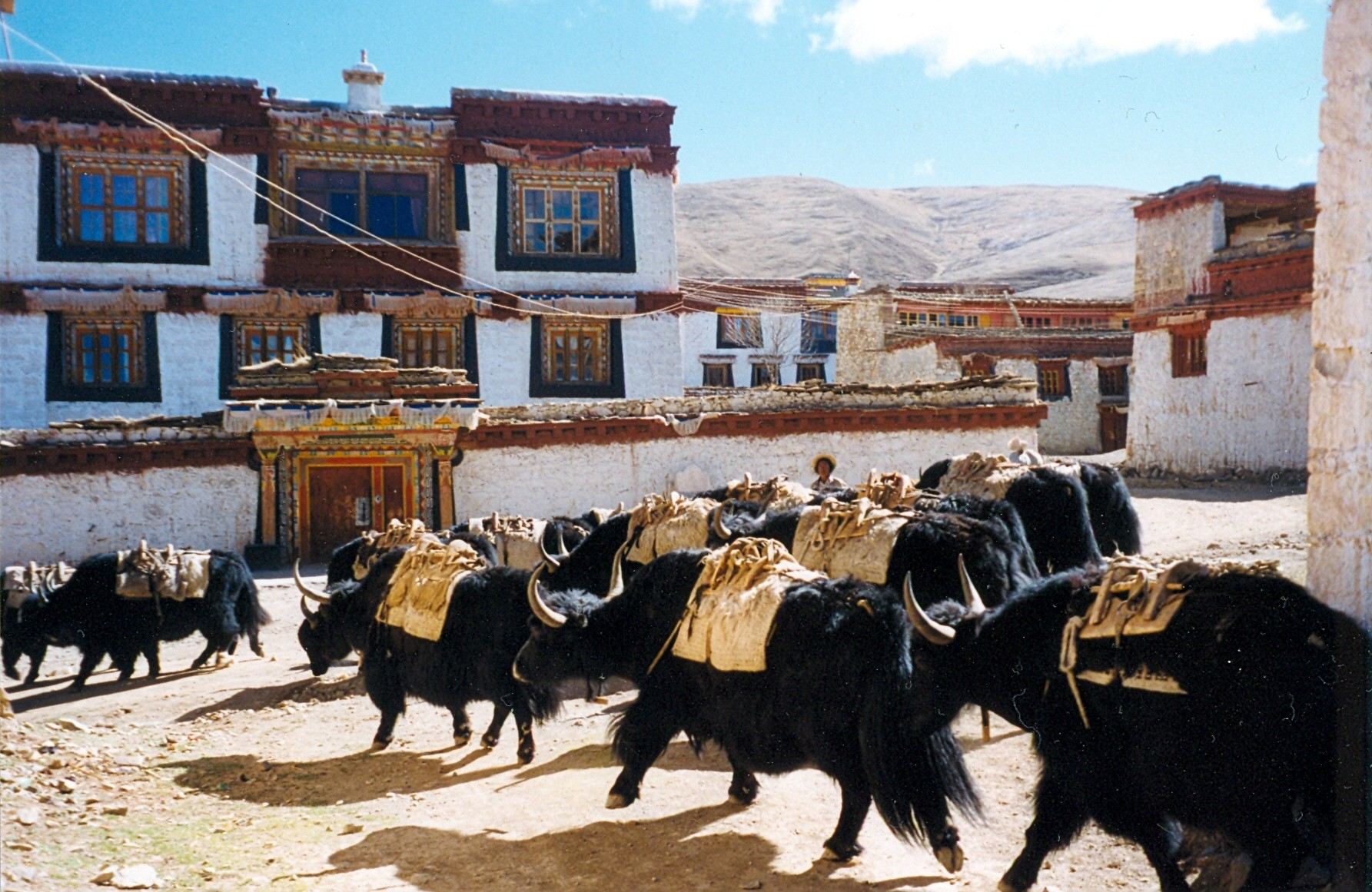
Yaks Dans une ruelle du monastère Ganden Thubchen Choekhorling.

| ethnie    | population | proportion rencensement 2000 |
| --------- | ---------- | ---------------------------- |
| Tibétains | 703,168    | 78,37 %                      |
| Hans      | 163,648    | 18,24 %                      |
| Yi        | 22,946     | 2,56 %                       |
| Qiang     | 2,860      | 0,32 %                       |
| Hui       | 2,190      | 0,24 %                       |
| Naxi      | 760        | 0,08 %                       |
| Mongols   | 477        | 0,05 %                       |
| Bai       | 292        | 0,03 %                       |
| autres    | 898        | 0,11 %                       |

## Personnalités liées à la préfecture de Garzê
- Phuntsok Wangyal est né en 1922 à Bathang (district de Batang). Phuntsok Wangyal a étudié dans une école missionnaire chrétienne à Bathang[4]. Phünwang a commencé son militantisme à l'école, où il a fondé le Parti communiste tibétain en secret en 1939. Il fut arrêté en 1960 et incarcéré pendant 18 ans à la prison de Qincheng.
- Louis Liotard a effectué, en compagnie de André Guibaut, deux missions d'exploration au Kham. Lors de la première exploration, en 1936-37, ils furent les premiers a remonter la Salouen, aux confins du Yunnan occidental, jusqu'à la frontière tibétaine[23]. Lors de la seconde, en 1939-1940, ils partirent de Kangding, actuel chef-lieu de la préfecture autonome tibétaine de Garzê et se dirigèrent vers le nord au pays des Goloks, dans la province de Qinghai.
- Tenzin Delek Rinpoché né en 1950 à Litang, est un lama arrêté par les autorités chinoises sur la base d'accusations d'attentats à la bombe et condamné à mort en décembre 2002[24]. Sa sentence, transformée en peine d'emprisonnement à perpétuité le 26 janvier 2005 suscita le scepticisme des Nations unies estimant que Tenzin Delek Rinpoché a été maltraité en prison, et qu'il n'a pas pu bénéficier d'un procès équitable. Les Tibétains de cette région, notamment ses disciples, et les membres de sa famille demandent un procès équitable. Sa libération a été demandée par plusieurs ONG[25],[26],[27].
- Runggye Adak qui, lors d'un festival à Litang, a appelé au retour du dalaï-lama et à la libération de Gedhun Choekyi Nyima et de Tenzin Delek Rinpoché. Runggye Adak a été arrêté immédiatement. Une protestation spontanée des populations locales qui exigeaient sa libération a duré plusieurs jours avant d'être dispersée sous la menace par la police anti-émeute[28]. Adruk Lopoe, un moine, sera condamné à dix ans de prison pour avoir demandé la libération de Runggye Adak.

## Culture
C'est la région où sont parlées les langues rGyalrong.

### Patrimoine
- Pont de Luding, Xian de Luding, sur la rivière Dadu, construit en 1706, sous la dynastie Qing à une portée de 104 mètres.